# 布雷和迈松迪布瓦
布雷和迈松迪布瓦（法語：Brey-et-Maison-du-Bois，法語發音：[bʁɛ e mɛzɔ̃ dy bwa]）是法国杜省的一个市镇，位于该省南部，属于蓬塔利耶区。该市镇于1790-1794年间由布雷（Brey）和迈松迪布瓦（Maison-du-Bois）合并而成。

## 地理
布雷和迈松迪布瓦（46°44'39"N, 6°15'6"E）面积6.18 平方千米，位于法国勃艮第-弗朗什-孔泰大區杜省，该省份为法国东部内陆省份，北起上索恩省，西接汝拉省，东部及东南部与瑞士接壤，东北部与贝尔福地区省接壤。
与布雷和迈松迪布瓦接壤的市镇（或旧市镇、城区）包括：拉贝热芒圣玛丽、雷莫赖布热翁、罗什让、莱维勒迪约、热兰。

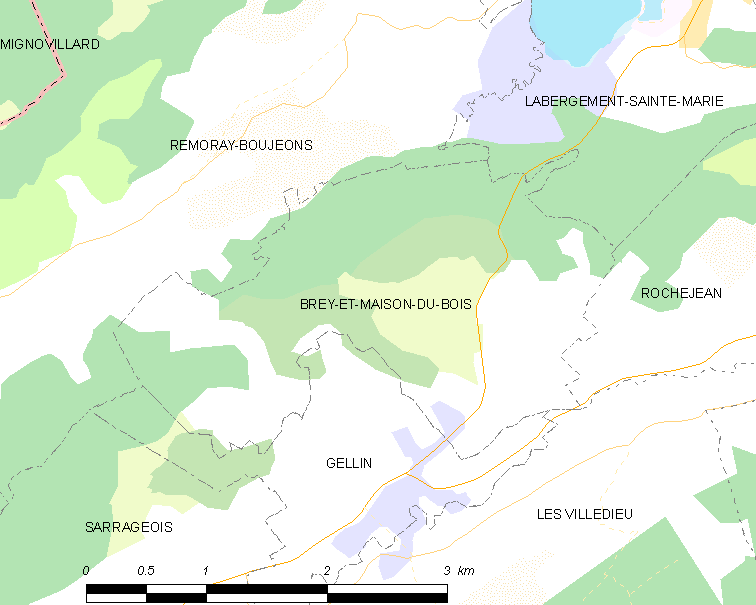
布雷和迈松迪布瓦的OSM定位图

布雷和迈松迪布瓦的时区为UTC+01:00、UTC+02:00（夏令时）。

## 行政
布雷和迈松迪布瓦的邮政编码为25240，INSEE市镇编码为25096。

## 政治
布雷和迈松迪布瓦所属的省级选区为弗拉讷县。

## 人口

1962-2008年间布雷和迈松迪布瓦人口变化图示

布雷和迈松迪布瓦于2022年1月1日时的人口数量为179人。